# Ein Fall für zwei: Kurz hinter Ankara
Kurz hinter Ankara ist der Titel der 56. Episode der Krimiserie Ein Fall für zwei mit Günter Strack und Claus Theo Gärtner in den Hauptrollen.

## Handlung
Nachdem der Privatdetektiv Josef Matula für eine Kundin, die sich ihm als Frau Reimers vorgestellt hatte, einen Auftrag bezüglich einer angeblichen Versicherungsangelegenheit erledigt hat, möchte er drei Wochen Urlaub machen. Er erfährt jedoch, dass ein Sportlehrer, über den er Informationen an die angebliche Frau Reimers weitergeleitet hatte, ermordet aufgefunden wurde und befürchtet eine indirekte Mitschuld seinerseits.
Der Bankier Horatio Theysen berichtet gegenüber dem Rechtsanwalt Dr. Renz, dass es sich bei dem Sportlehrer sowie zwei weiteren kürzlich in den Niederlanden Ermordeten jeweils um Kommilitonen seines Sohnes Rudi gehandelt habe. Sieben Jahre zuvor hätten die vier Männer eine gemeinsame Reise in die Türkei unternommen und auf der Rückreise in einer Tür des Autos verstecktes Heroin nach Amsterdam geschmuggelt. Renz empfiehlt Theysen, Matula als Leibwächter für seinen Sohn zu engagieren.
Am Abend erscheint die angebliche „Frau Reimers“ bei einer öffentlichen Veranstaltung, auf der sowohl Horatio als auch Rudi Theysen anwesend sind und schrickt zurück, als sie Matula in deren Umfeld entdeckt. Am nächsten Tag beschattet sie erneut Rudi in der Frankfurter Innenstadt und wird dabei diesmal von Matula erkannt. Diesem misslingt jedoch, sie zur Rede zu stellen.
Von einem ehemaligen Kollegen bei der Polizei erfährt Matula, dass alle drei Getöteten mit derselben Waffe erschossen worden waren, die aus der Schweiz stammt. Aufgrund des entsprechenden Dialekts von „Frau Reimers“ glaubt Matula einen Zusammenhang zu erkennen. Rudi Theysen bestreitet, eine Schweizerin persönlich zu kennen. Am Abend sieht Matula jedoch, wie diese vor Theysens Haus erscheint und erneut flüchtet, als sie von ihm erkannt wird. Er verfolgt sie daraufhin erneut erfolglos.
Von der Freundin des ermordeten Sportlehrers erfährt Dr. Renz, dass es damals in der Türkei zu einem schweren Unfall gekommen sei. Matula findet unterdessen in Zürich heraus, dass die angebliche „Frau Reimers“ in Wirklichkeit Katrin Schürrli heißt und tatsächlich die Tochter desjenigen Schweizer Militärangehörigen ist, auf den die Mordwaffe zugelassen war. Als diese sich während eines Mittagessens in einem Restaurant erneut Rudi nähern möchte, wird dies von Renz bemerkt. Er verhindert knapp, dass sie Rudi erschießt und wird dabei selbst zum Opfer eines Streifschusses.
Von Renz und Matula mit dem tatsächlichen Namen der Schweizerin konfrontiert, gibt Rudi Theysen schließlich zu, dass er und seine drei Freunde diese damals in der Türkei als Anhalterin mitgenommen hätten. Von dem Heroin habe sie keine Kenntnis gehabt. Es sei schließlich zu dem besagten Autounfall gekommen, bei dem sie trotz der dabei erlittenen schweren Verletzungen von den vier Männern in Panik zurückgelassen worden war. Renz, Matula und Theysen beschließen gemeinsam, der offenbar einen Rachefeldzug ausführenden Katrin Schürrli eine Falle zu stellen. Dies misslingt jedoch.
Rudi Theysen wird von Katrin Schürli einige Tage später mit dem Wagen gehetzt, verunglückt daraufhin mit seinem Wagen und wird dabei schwerverletzt. Als die, ihn verfolgende Schürrli, ihn töten will, wird sie von den direkt danach eintreffenden Duo Renz und Matula daran gehindert. Während Matula für den Schwerverletzten einen Rettungswagen ruft, wird Katrin Schürrli von ihm und Renz an der Flucht gehindert.

## Hintergrund

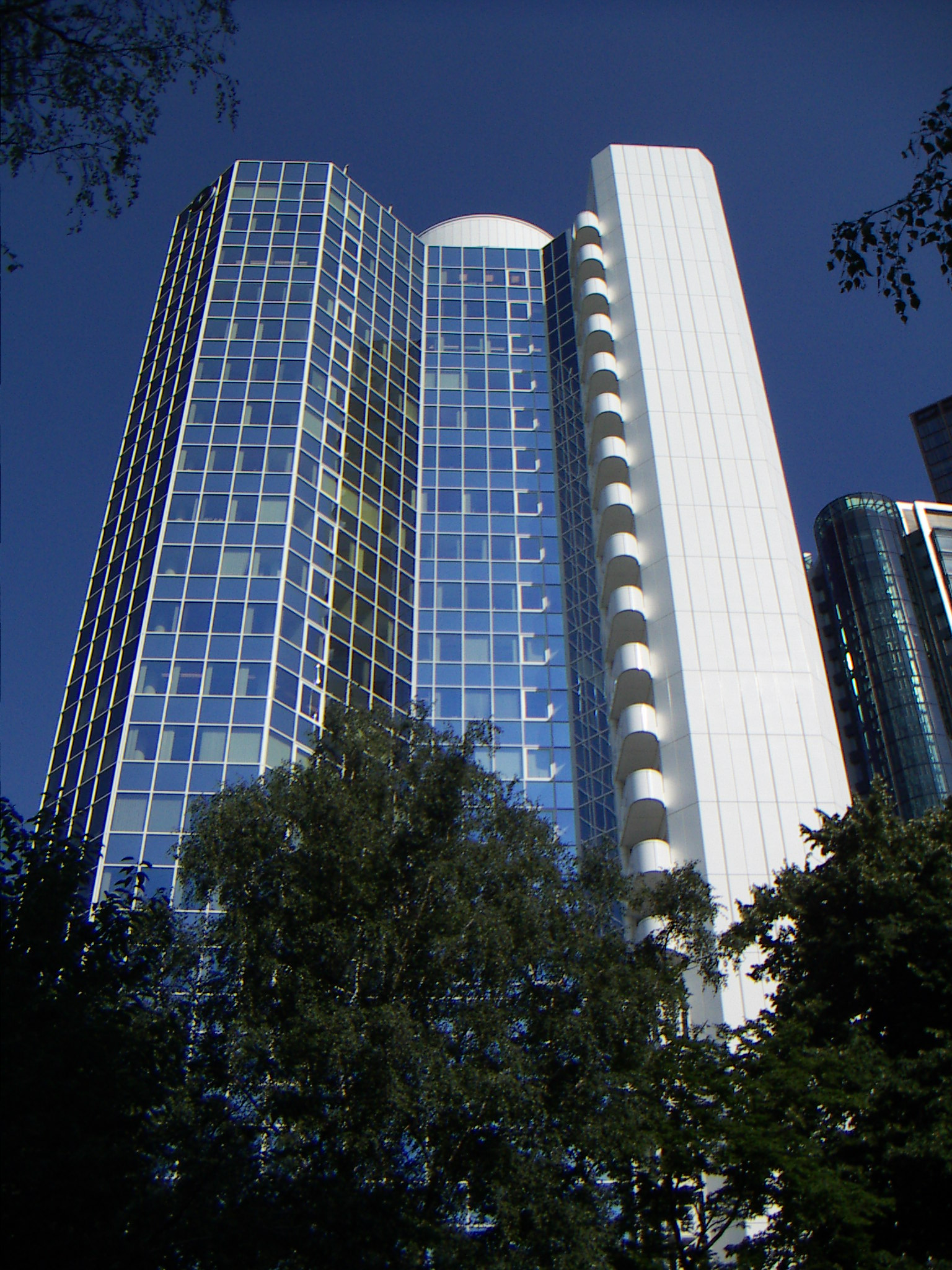
Bürohaus an der Alten Oper, aufgenommen aus ähnlicher Perspektive wie in der Episode

Die Episode wurde überwiegend im Rhein-Main-Gebiet gedreht. Die Kulisse der Kanzlei von Dr. Renz befand sich im Hotel InterContinental Frankfurt. Einzelne Szenen wurde auf dem Vorplatz sowie im Eingangsbereich der Alten Oper aufgenommen. Als angeblicher Sitz des Bankhaus Theysen wurde das Bürohaus an der Alten Oper gezeigt. Ein Mittagessen von Josef Matula und Rudi Theysen wurde in einem in der Kaiserstraße gelegenen Restaurant in der Nähe des Frankfurter Hauptbahnhofs inszeniert.